# Посёлок имени Димитрова
имени Димитрова — посёлок Георгиевского сельсовета Становлянского района Липецкой области.

## География
Посёлок имени Димитрова расположен южнее деревни Лимовое на автомобильной дороге. Западнее посёлка проходит железная дорога.
В посёлке имеется одна улица: Им. Димитрова. На его территории находится водоём.

## Население
| 2010 |
| ---- |
| 0    |